# Патти, Элси
Элси Патти (англ. Elsie Pattee, полное имя Elsie Dodge Pattee Auger; 1876, Челси, Массачусетс — 5 мая 1975, Олд-Лайм) — американская художница-миниатюрист.

## Биография
Родилась 4 сентября 1876 года в местечке Челси, штат Массачусетс, в семье Дэвида Доджа и его жены Эммы Додж, владевших бизнесом по торговле галантерейными товарами.
В молодости Элси училась в Лондоне и Дрездене. Находясь в Лондоне, в 1900 году вышла замуж за Элмера Эллсворта Патти. В Париже она училась в Академии Жюлиана и оставалась во Франции в течение двадцати лет, вернувшись в Соединённые Штаты только в 1912 году.
В 1925 году Элмер Эллсворт Патти умер во Франции, в то время как Элси была в Нью-Йорке. Вторым её мужем стал Чарльз Оже.
Элси Патти была членом Американского общества художников-миниатюристов, иллюстрировала детские книги, в том числе Уильяма Батлера. Являлась активным членом Lyme Art Association.
В 1915 году была удостоена медали на Панамо-Тихоокеанской выставке. Её работы включены в коллекции Смитсоновского музея американского искусства, Метрополитен-музея, Бруклинского музея и Художественного музея Филадельфии.
Умерла в 1975 году в городе Олд-Лайм, штат Коннектикут.